# U-20-Fußball-Weltmeisterschaft der Frauen 2010/Gruppe A
| Pl. | Land        | Sp. | S | U | N | Tore    | Diff. | Punkte |
| --- | ----------- | --- | - | - | - | ------- | ----- | ------ |
| 1.  | Deutschland | 3   | 3 | 0 | 0 | 011:400 | +7    | 09     |
| 2.  | Kolumbien   | 3   | 1 | 1 | 1 | 005:400 | +1    | 04     |
| 3.  | Frankreich  | 3   | 1 | 1 | 1 | 004:500 | −1    | 04     |
| 4.  | Costa Rica  | 3   | 0 | 0 | 3 | 002:900 | −7    | 0      |

Gruppe A der U-20-Fußball-Weltmeisterschaft der Frauen 2010:

## Deutschland – Costa Rica 4:2 (2:1)
| Deutschland                                        | Deutschland | Costa Rica | Costa Rica |
| -------------------------------------------------- | --- | --- | ---------- |
| Deutschland                                        | \| 1. Spieltag \| \| 13. Juli 2010 um 11:30 Uhr in Bochum (Ruhrstadion) \| \| Zuschauer: 23.995 \| \| Schiedsrichterin: Hong Eun-ah ( Südkorea) \| \| Spielbericht \|                                                                                         | \| 1. Spieltag \| \| 13. Juli 2010 um 11:30 Uhr in Bochum (Ruhrstadion) \| \| Zuschauer: 23.995 \| \| Schiedsrichterin: Hong Eun-ah ( Südkorea) \| \| Spielbericht \| | Costa Rica |
| Deutschland                                        | Almuth Schult – Tabea Kemme (21. Stefanie Mirlach), Marith Prießen, Kristina Gessat, Bianca Schmidt – Marina Hegering , Sylvia Arnold, Turid Knaak (62. Jessica Wich), Kim Kulig – Svenja Huth (74. Inka Wesely), Alexandra Popp Cheftrainerin: Maren Meinert | Priscilla Tapia – Daniela Cruz, Yocxelín Rodríguez (61. Monica Vargas), Fabiola Sanchez, Hazel Quíros – Mariela Campos (46. Paola Alvarado), Katherine Alvarado – Carolina Venegas, Raquel Rodríguez Cedeño, Raquel Rodríguez Vázquez, Ana Aguilar (84. Maria Moreira) Cheftrainer: Randal Chacon | Costa Rica |
| Deutschland                                        | 1:0 Huth (2.) 2:0 Popp (16.) 3:1 Popp (53.) 4:1 Hegering (57.) | 2:1 Venegas (45.+1') 4:2 Katherine Alvarado (72., Foulelfmeter) | Costa Rica |
| Deutschland                                        | Kulig (63.) | Katherine Alvarado (28.), Cruz (32.), Rodriguez Vasquez(40.), Rodriguez (56.), Quiros (63.) | Costa Rica |
| Deutschland                                        | Schmidt (71.) | | Costa Rica |
| 1. Spieltag                                        | | |            |
| 13. Juli 2010 um 11:30 Uhr in Bochum (Ruhrstadion) | | |            |
| Zuschauer: 23.995                                  | | |            |
| Schiedsrichterin: Hong Eun-ah ( Südkorea)          | | |            |
| Spielbericht                                       | | |            |

## Kolumbien – Frankreich 1:1 (0:1)
| Kolumbien                                          | Kolumbien | Frankreich | Frankreich |
| -------------------------------------------------- | --- | --- | ---------- |
| Kolumbien                                          | \| 1. Spieltag \| \| 13. Juli 2010 um 14:30 Uhr in Bochum (Ruhrstadion) \| \| Zuschauer: 2.500 \| \| Schiedsrichterin: Etsuko Fukano ( Japan) \| \| Spielbericht \|                                                                                                  | \| 1. Spieltag \| \| 13. Juli 2010 um 14:30 Uhr in Bochum (Ruhrstadion) \| \| Zuschauer: 2.500 \| \| Schiedsrichterin: Etsuko Fukano ( Japan) \| \| Spielbericht \| | Frankreich |
| Kolumbien                                          | Paula Forero – Natalia Gaitan , Natalia Ariza, Yulieht Dominguez (61. Lina Taborda) – Paola Sanchez (67. Ana Maria Montoya), Yorely Rincon, Liana Salazar, Tatiana Ariza, Carolina Arias – Ingrid Vidal (74. Katerin Castro), Lady Andrade Cheftrainer: Ricardo Rozo | Laëtitia Philippe – Kelly Gadéa, Audrey Fevrier , Caroline La Villa, Marion Torrent – Charlotte Bilbault (66. Annaïg Butel), Léa Rubio, Inès Jaurena – Marina Makanza, Solène Barbance (66. Camille Catala), Rose Lavaud (58. Pauline Crammer) Cheftrainer: Jean Michel Degrange | Frankreich |
| Kolumbien                                          | 1:1 Andrade (86.) | 0:1 Makanza (16.) | Frankreich |
| Kolumbien                                          | Andrade (84.) | | Frankreich |
| 1. Spieltag                                        | | |            |
| 13. Juli 2010 um 14:30 Uhr in Bochum (Ruhrstadion) | | |            |
| Zuschauer: 2.500                                   | | |            |
| Schiedsrichterin: Etsuko Fukano ( Japan)           | | |            |
| Spielbericht                                       | | |            |

## Deutschland – Kolumbien 3:1 (1:0)
| Deutschland                                        | Deutschland | Kolumbien | Kolumbien |
| -------------------------------------------------- | --- | --- | --------- |
| Deutschland                                        | \| 2. Spieltag \| \| 16. Juli 2010 um 18:00 Uhr in Bochum (Ruhrstadion) \| \| Zuschauer: 15.545 \| \| Schiedsrichterin: Carol Chénard ( Kanada) \| \| Spielbericht \| | \| 2. Spieltag \| \| 16. Juli 2010 um 18:00 Uhr in Bochum (Ruhrstadion) \| \| Zuschauer: 15.545 \| \| Schiedsrichterin: Carol Chénard ( Kanada) \| \| Spielbericht \|                                                                                                   | Kolumbien |
| Deutschland                                        | Almuth Schult – Stefanie Mirlach, Marith Prießen, Kristina Gessat, Marina Hegering , Svenja Huth (62. Selina Wagner), Dzsenifer Marozsán, Alexandra Popp, Sylvia Arnold (67. Turid Knaak), Inka Wesely, Kim Kulig (75. Marie-Louise Bagehorn) Cheftrainerin: Maren Meinert | Paula Forero – Natalia Gaitan , Natalia Ariza, Katerin Castro (60. Melissa Ortiz), Yoreli Rincon, Liana Salazar (75. Vanessa Aponte), Yulieht Dominguez, Tatiana Ariza (82. Daniela Montoya), Lady Andrade, Carolina Arias, Ana Maria Montoya Cheftrainer: Ricardo Rozo | Kolumbien |
| Deutschland                                        | 1:0 Popp (21.) 2:0 Arnold (50.) 3:0 Hegering (55.) | 3:1 Ortiz (82.) | Kolumbien |
| Deutschland                                        | Dominguez (52.) | | Kolumbien |
| 2. Spieltag                                        | | |           |
| 16. Juli 2010 um 18:00 Uhr in Bochum (Ruhrstadion) | | |           |
| Zuschauer: 15.545                                  | | |           |
| Schiedsrichterin: Carol Chénard ( Kanada)          | | |           |
| Spielbericht                                       | | |           |

## Costa Rica – Frankreich 0:2 (0:0)
| Costa Rica                                         | Costa Rica | Frankreich | Frankreich |
| -------------------------------------------------- | --- | --- | ---------- |
| Costa Rica                                         | \| 2. Spieltag \| \| 16. Juli 2010 um 15:00 Uhr in Bochum (Ruhrstadion) \| \| Zuschauer: 15.545 \| \| Schiedsrichterin: Dagmar Damková ( Tschechien) \| \| Spielbericht \| | \| 2. Spieltag \| \| 16. Juli 2010 um 15:00 Uhr in Bochum (Ruhrstadion) \| \| Zuschauer: 15.545 \| \| Schiedsrichterin: Dagmar Damková ( Tschechien) \| \| Spielbericht \| | Frankreich |
| Costa Rica                                         | Priscilla Tapia – Mariela Campos (73. Paola Alvarado), Daniela Cruz, Carolina Venegas, Katherine Alvarado, Raquel Rodríguez Cedeño, Raquel Rodríguez Vázquez, Yoxcelín Rodríguez, Ana Aguilar (65. Mónica Vargas), Fabiola Sánchez (83. María Moreira), Hazel Quíros Cheftrainer: Randall Chácon | Laëtitia Philippe – Annaïg Butel, Kelly Gadéa , Adeline Rousseau (46. Inès Jaurena), Pauline Crammer, Fanny Tenret (46. Solène Barbance), Caroline La Villa, Alexandra Plantive, Aude Moreau, Amélie Barbetta, Camille Catala (61. Marina Makanza) Cheftrainer: Jean Michel Degrange | Frankreich |
| Costa Rica                                         | 0:1 Makanza (67.) 0:2 Makanza (83.) | | Frankreich |
| Costa Rica                                         | La Villa (36.) | | Frankreich |
| Costa Rica                                         | Philippe hält Foulelfmeter von K. Alvarado (59.) | | Frankreich |
| 2. Spieltag                                        | | |            |
| 16. Juli 2010 um 15:00 Uhr in Bochum (Ruhrstadion) | | |            |
| Zuschauer: 15.545                                  | | |            |
| Schiedsrichterin: Dagmar Damková ( Tschechien)     | | |            |
| Spielbericht                                       | | |            |

## Frankreich – Deutschland 1:4 (0:2)
| Frankreich                                                           | Frankreich | Deutschland | Deutschland |
| -------------------------------------------------------------------- | --- | --- | ----------- |
| Frankreich                                                           | \| 3. Spieltag \| \| 20. Juli 2010 um 11:30 Uhr in Augsburg (FIFA U-20-Frauen-WM-Stadion) \| \| Zuschauer: 26.273 \| \| Schiedsrichterin: Alexandra Ihringová ( England) \| \| Spielbericht \|                                                                                      | \| 3. Spieltag \| \| 20. Juli 2010 um 11:30 Uhr in Augsburg (FIFA U-20-Frauen-WM-Stadion) \| \| Zuschauer: 26.273 \| \| Schiedsrichterin: Alexandra Ihringová ( England) \| \| Spielbericht \|                                                                        | Deutschland |
| Frankreich                                                           | Laëtitia Philippe – Charlotte Bilbault , Kelly Gadéa, Adeline Rousseau, Léa Rubio, Audrey Fevrier (46. Annaïg Butel), Solène Barbance, Fanny Tenret (46. Pauline Crammer), Alexandra Plantive (46. Marina Makanza), Inès Jaurena, Amélie Barbetta Cheftrainer: Jean Michel Degrange | Desirée Schumann – Stefanie Mirlach, Marith Priessen, Kristina Gessat, Marina Hegering (46. Kim Kulig), Selina Wagner, Svenja Huth (76. Anne Bartke), Dzsenifer Marozsán, Alexandra Popp, Turid Knaak (64. Jessica Wich), Bianca Schmidt Cheftrainerin: Maren Meinert | Deutschland |
| Frankreich                                                           | 1:2 Crammer (49.) | 0:1 Popp (10.) 0:2 Popp (35.) 1:3 Popp (60.) 1:4 Marozsán (73.) | Deutschland |
| Frankreich                                                           | Barbetta (72.) | Priessen (22.) | Deutschland |
| Frankreich                                                           | Hegering schießt Foulelfmeter an den Pfosten (8.) | | Deutschland |
| 3. Spieltag                                                          | | |             |
| 20. Juli 2010 um 11:30 Uhr in Augsburg (FIFA U-20-Frauen-WM-Stadion) | | |             |
| Zuschauer: 26.273                                                    | | |             |
| Schiedsrichterin: Alexandra Ihringová ( England)                     | | |             |
| Spielbericht                                                         | | |             |

## Costa Rica – Kolumbien 0:3 (0:2)
| Costa Rica                                                    | Costa Rica | Kolumbien | Kolumbien |
| ------------------------------------------------------------- | --- | --- | --------- |
| Costa Rica                                                    | \| 3. Spieltag \| \| 20. Juli 2010 um 11:30 Uhr in Dresden (Rudolf-Harbig-Stadion) \| \| Zuschauer: 12.863 \| \| Schiedsrichterin: Cristina Dorcioman ( Rumänien) \| \| Spielbericht \| | \| 3. Spieltag \| \| 20. Juli 2010 um 11:30 Uhr in Dresden (Rudolf-Harbig-Stadion) \| \| Zuschauer: 12.863 \| \| Schiedsrichterin: Cristina Dorcioman ( Rumänien) \| \| Spielbericht \|                                                                       | Kolumbien |
| Costa Rica                                                    | Priscilla Tapia – Mariela Campos (64. Daniela Vega), Paola Alvarado, Daniela Cruz, Carolina Venegas, Katherine Alvarado , Raquel Rodríguez Cedeño, Raquel Rodríguez Vázquez, Yocxelín Rodríguez, Fabiola Sanchez (63. Marianne Ugalde), Hazel Quíros (17. Maria Moreira) Cheftrainer: Randall Chácon | Paula Forero – Lina Taborda, Natalia Gaitan , Daniela Montoya, Ingrid Vidal (77. Katerin Castro), Paola Sanchez, Yorely Rincon, Lady Andrade, Carolina Arias, Vanessa Aponte (61. Liana Salazar), Melissa Ortiz (49. Tatiana Ariza) Cheftrainer: Ricardo Rozo | Kolumbien |
| Costa Rica                                                    | 0:1 Montoya (24.) 0:2 Montoya (40.) 0:3 Rincon (90.+3' Foulelfmeter) | | Kolumbien |
| Costa Rica                                                    | Alvarado (38.) | Yoreli (38.), Gaitan (87.) | Kolumbien |
| 3. Spieltag                                                   | | |           |
| 20. Juli 2010 um 11:30 Uhr in Dresden (Rudolf-Harbig-Stadion) | | |           |
| Zuschauer: 12.863                                             | | |           |
| Schiedsrichterin: Cristina Dorcioman ( Rumänien)              | | |           |
| Spielbericht                                                  | | |           |